# 長城環亞控股
長城環亞控股有限公司（港交所：0583，前稱南華早報集團有限公司、南潮控股有限公司及SCMP集團有限公司）現為中國四大國有金融資產管理公司之一的中國長城資產管理股份有限公司 (「中國長城資產」) 的首家境外上市控股平台。
公司在百慕達註冊，集團主席為王海。2006年全職僱員1,016人，資產淨值為18.83億港元，純利為3.39億港元。

## 上市歷史
1971年11月，南華早報集團的前身第一次上市。1987年被新聞集團私有化，1990年6月26日重新上市，曾經被納入為恒生指數成份股。
2015年12月，南華早報集團宣佈將《南華早報》等媒體業務出售予阿里巴巴集團，代價為20.606億港元，交易於2016年4月5日完成，集團名稱改為「南潮控股有限公司」。
2016年，南潮控股將清水湾电视城重建項目售予復星國際。
2016年10月30日，南潮控股董事會獲買方Great Wall Pan Asia (BVI) Holding Limited及賣方嘉里集團通知，完成已於二零一六年十月三十一日根據買賣協議的條款及條文進行。於完成時，要約人（買方的一家全資附屬公司）持有1,163,151,308股股份（於本聯合公告日期約佔已發行股份總數之74.19%）。完成後，賣方不再為本公司之主要股東。
2017年11月28日，長城環亞控股全資附屬公司GWPA Property將於合營投資項目注資最多31.92億港元，認購合營公司A類股份29.9%，合營公司為合營集團的控股公司，組合資產包括領展(00823)早前宣布出售的旗下17個商業物業及購物中心。
2018年5月，長城環亞控股收購葵芳廣場，是領展出售的17個商場之一。

## 外部連結
- 南潮控股官方網址 （页面存档备份，存于）